# Bydgoszcz Archers
Die Bydgoszcz Archers waren ein 2008 gegründetes polnisches American-Football-Team aus Bydgoszcz. Nach dem Gewinn der polnischen Meisterschaft 2021 stellten sie den Spielbetrieb ein.

## Geschichte
Die Ursprünge des American Football in Bydgoszcz reichen bis ins Jahr 2008 zurück. 2021 gewannen die Archers den Polish Bowl XVI mit 27:7 gegen die Tychy Falcons und wurden damit erstmals polnischer Meister. 2022 traten sie nicht erneut an.